# Pfetten

Stammwappen derer von Pfetten

Pfetten, auch Pfettner, ist der Name eines alten oberbayerischen Adelsgeschlechts. Die Familie, deren Zweige zum Teil bis heute bestehen, gehört zum Uradel in Altbayern.

## Geschichte

### Herkunft
Das Geschlecht stammte vermutlich von den edelfreien Herren von Pürgen ab. Es wird erstmals im Jahre 1146 mit Ortholphus de Phetine urkundlich erwähnt. Mit ihm beginnt auch die ununterbrochene Stammreihe der Familie. In älterer Literatur wird der 1150 erscheinende Ritter Ulrich Pfettner als Stammvater angenommen.

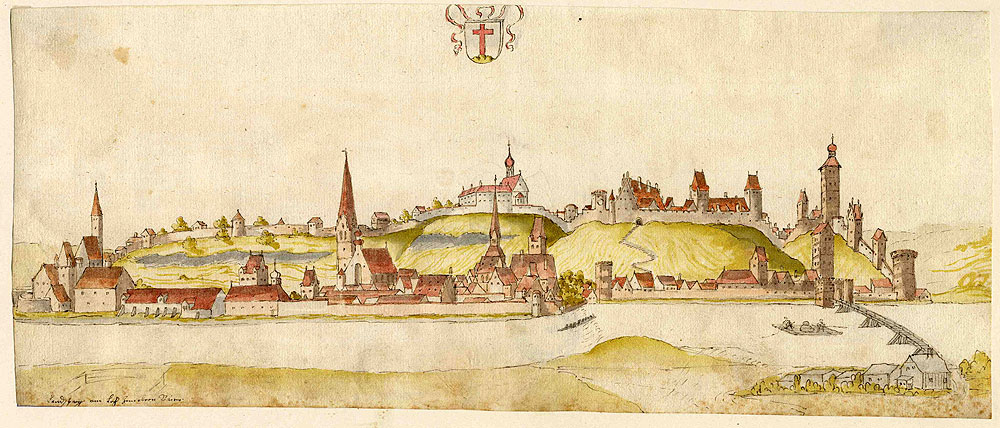
Landsberg am Lech ca. 1580

Phetine, das namensgebende Stammhaus der Familie und heute auf dem Stadtgebiet von Landsberg am Lech gelegen, erscheint bereits 1135 zum ersten Mal urkundlich. Die Ortschaft besaß zunächst kein Stadtrecht. Mitte des 12. Jahrhunderts ließ Herzog Heinrich der Löwe oberhalb von Phetine eine Burg erbauen, die Landespurch bzw. Landesperch hieß. Die Burg war gleichzeitig Vogtburg des Klosters Wessobrunn und diente der Sicherung der Grenze zum Hochstift Augsburg, aber auch dem Schutz einer wichtigen Brücke über den Lech. Pürgen und Penzing waren neben Phetine die ältesten Besitztümer der Pfetten. Die Landsberger Lehen, die seit dem 12. Jahrhundert ununterbrochen im Familienbesitz derer von Pfetten waren, wurden 1848 mittels Kapitalabfindung Teil einer Familienstiftung.
Erst relativ spät nahmen die Angehörigen des Geschlechts das Prädikat von in ihren Namen auf. Wie viele weitere bayerische Uradelsfamilien nannten sie ihren Familiennamen zunächst adjektivistisch Pfettner. Seit dem 17. Jahrhundert bis zum Jahre 1803 wurde den Herren von Pfetten das Erbschenkenamt des Hochstifts Regensburg übertragen.

### Linien und Ausbreitung
Hermann und Ulrich werden 1258 in einer Urkunde des Herzogs Ludwig von Bayern erwähnt. Marquard von Pfetten und sein Bruder Paulus erscheinen 1337 als Bürger zu Augsburg. Angehörige dieses schon früh erloschenen Augsburger Zweiges gehörten zum Patriziat der Stadt. Sie hatten das gleiche Wappenbild, führten aber eine andere Helmzier, einen das Wappenbild wiederholenden Flug.

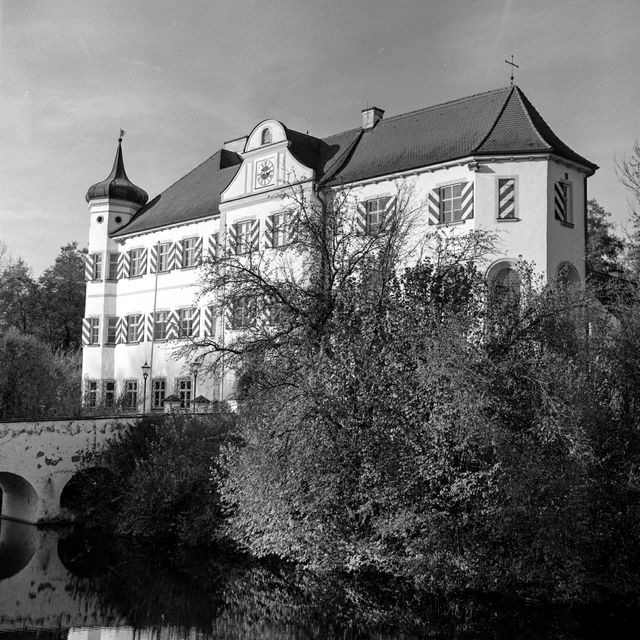
Wasserschloss Niederarnbach

Ulrich Pfettner erhielt 1380 von den Herzögen Johann und Stephan von Bayern das Gut Rauhenlechsberg als Pfand. Er tauschte es aber später erbeigentümlich gegen das Schloss Pfetten. Jacob Pfettner, ein Nachkomme Ulrichs in der neunten Generation und Stallmeister des Herzogs Albrecht von Bayern, wurde Pfleger zu Kling. Er bekam 1552 vom Hochstift Freising durch Heirat mit Anna Lanzenberger den Sitz zum Weeg zu Lehen. Jacob besaß außerdem, nachdem seine Vetter verstarben, alle pfettenschen Lehen in und um Landsberg.
Sein Enkel Marquard Freiherr von Pfetten erwarb vom Kurfürsten Maximilian Emanuel, gegen Abtretung der Hofmark Manzing, 1665 Niederarnbach lehnsweise bzw. freieigentümlich. Er stiftete aus Niederarnbach und seinem übrigen Vermögen für seine Nachkommen zwei Fideikommisse, die er zunächst für seine beiden Söhne aus der Ehe mit Catharina Freiin von Tauffkirchen von Hohenrain, Johann Franz Marquard und Sigmund Marquard, bestimmte. Sie wurden die Stammväter der beiden freiherrlichen Linien zu Mariakirchen und Arnbach.

#### Ältere Linie zu Mariakirchen
Johann Franz Marquard Freiherr von Pfetten (1638–1692), der Stammvater der älteren Linie zu Mariakirchen, heiratete Franziska Freiin von Brunn. Ihre Nachkommen begründeten zwei Äste.
Der Begründer des ersten Astes war Ignaz Judas Thaddäus Freiherr von Pfetten (1742–1806), königlich bayerischer Kämmerer und Regierungsrat. Der älteste Sohn aus seiner Ehe mit Maria Magdalena Freiin Horneck von Hornberg, Joseph Freiherr von Pfetten († 1852), war Herr auf Grunertshofen und Windach in Oberbayern und königlich bayerischer Kämmerer. Joseph fügte nach dem Testament des letzten Freiherren Ferdinand Don von Füll, Namen und Wappen der Familie Füll seinem angestammten Namen und Wappen hinzu. Dessen Ehe mit Maximiliane Gräfin von Törring-Jettenbach, verwitwete Gräfin von Waldkirch, blieb allerdings kinderlos. Die Fideikommisgüter zu Windach, Grunertshofen und Erasing fielen an seinen Bruder Ignaz Freiherr von Pfetten (* 1801), königlich bayerischer Forstmeister zu Friedberg. Der Ast erlosch 1944 mit dem Tod von Leutnant Karl Ignaz Heinrich Marquard Freiherr von Pfetten.
Schloss Mariakirchen blieb von ca. 1689 bis 1810 im Familienbesitz.

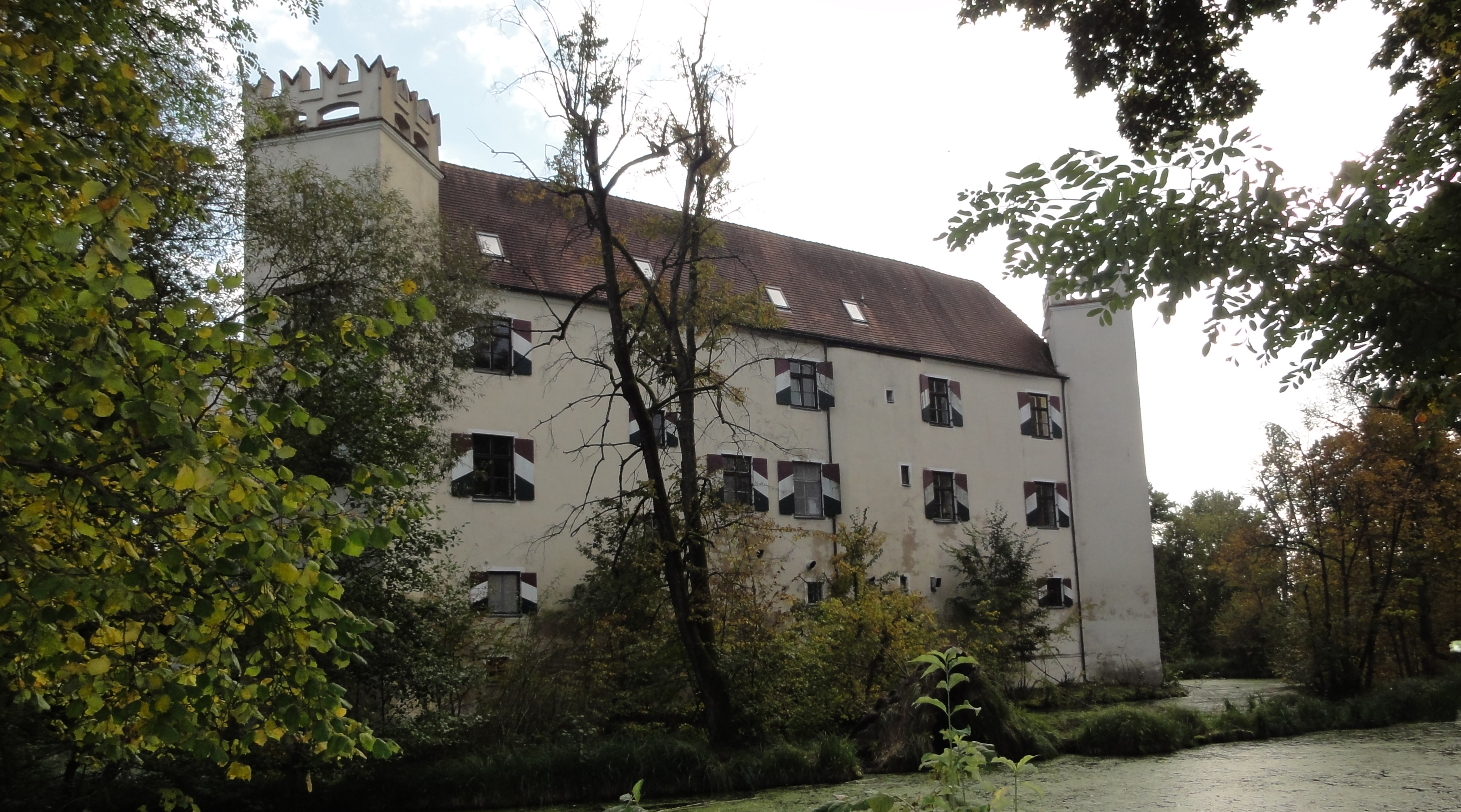
Schloss Mariakirchen
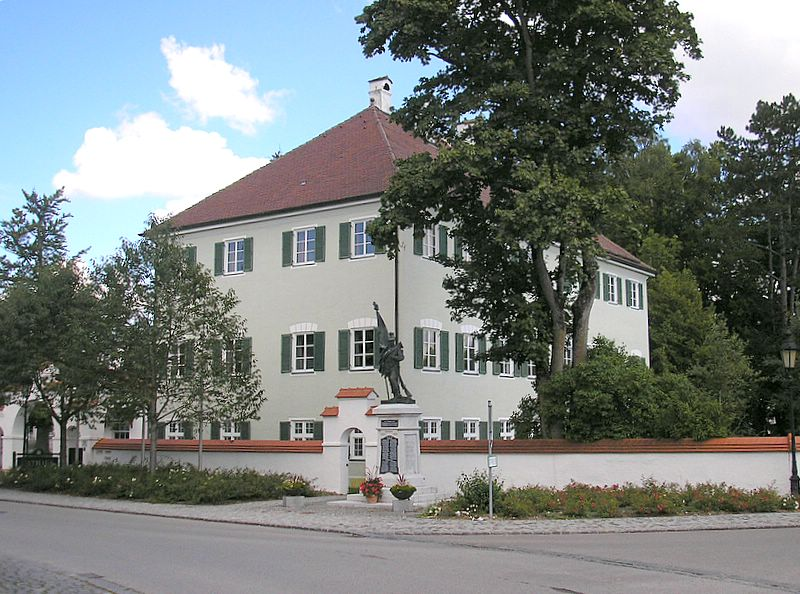
Schloss Windach

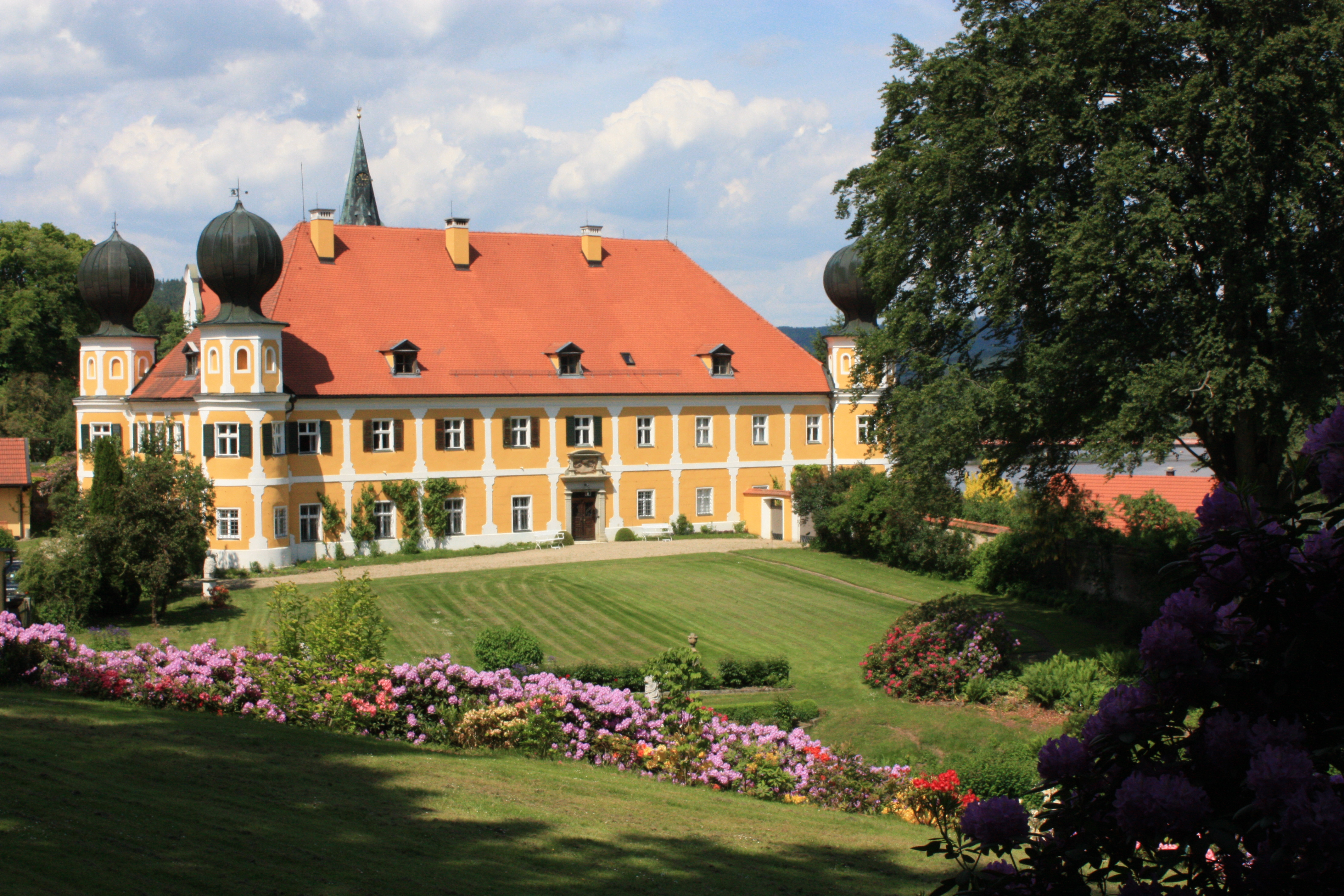
Schloss Ramspau

Der Begründer des zweiten Astes zu Ramspau war der Freiherr Ignaz Marquard von Pfetten (1751–1831), Bruder des Freiherrn Ignaz Judas Thaddäus von Pfetten. Aus seiner Ehe mit der Erbin von Schloss Ramspau (1803), Maria Anna Freiin von Schneidt, ging Joseph Freiherr von Pfetten († 1816) hervor. Er war bayerischer Kämmerer und Oberpostmeister zu München. Er heiratete Josepha von Kobell († 1847). Zu ihren Nachkommen gehörte unter anderem Freiherr Maximilian Carl Marquard Ludwig von Pfetten (1861–1929), der als bayerischer Kämmerer und Oberleutnant a. D. 1929 verstarb. Ramspau wechselte durch Erbgang in den Besitz der Grafen Ledebur.

#### Jüngere Linie zu Arnbach
Der Stammvater der jüngeren Linie zu Arnbach Sigmund Marquard Freiherr von Pfetten (1641–1709) war mit Catharina Hörwarth von Hohenburg verheiratet. Ihr Urenkel Marquard Ignaz wurde preußischer Kämmerer und Hauptmann. Sein ältester Sohn aus der Ehe mit Theresia Freiin von Müller, Joseph Marquard zu Oberarnbach und Niederarnbach (* 1784) war bayerischer Kämmerer, Oberst und Bezirksinspektor der Landwehr. Er war zweimal verheiratet, in erster Ehe seit 1806 mit Walburga Gräfin von und zu Daun († 1822) und in zweiter Ehe ab 1827 mit Theresia Gräfin von Spreti. Aus erster Ehe kamen neben fünf Töchtern fünf Söhne. Von den Söhnen konnten die Freiherren Maximilian und Nepomuk die männliche Linie in zwei Ästen fortsetzen.
Maximilian Freiherr von Pfetten-Arnbach (1807–1880) war der Begründer des ersten Astes. Er heiratete 1843 in München Adelheid Freiin von Aretin und starb als Fideikommisherr auf Ober- unter Niederarnbach und als bayerischer Kämmerer. Sohn Sigmund Freiherr von Pfetten (* 1847) war bayerischer Kämmerer und Ehrenritter des Malteserordens. Er heiratete 1883 in München Ottilie Freiin von Lerchenfeld. Das Paar hinterließ vier Töchter. Sigmunds Bruder Theodor Freiherr von Pfetten (1852–1922) starb als bayerischer Kämmerer, Generalleutnant a. D. und Ehrenritter des Malteserordens. Schloss Niederarnbach befindet sich bis heute im Besitz der Familie.
Der Begründer des zweiten Astes war Nepomuk Freiherr von Pfetten (1808–1895). Zu seinen Nachkommen gehörte Friedrich Joseph Marquard Freiherr von Pfetten-Arnbach, der 1938 als bayerischer Kämmerer, Hofmarschall des Prinzen Alfons von Bayern und Generalleutnant a. D. verstarb. Sein Sohn Hans-Carl Freiherr von Pfetten-Arnbach (1892–1962) war bayerischer Major und Chef der herzoglich sachsen-meininger Hofverwaltung. Er heiratete 1920 Theresia Freiin von Gumppenberg. Dessen Bruder Franz Jakob Freiherr von Pfetten-Arnbach (1894–1956) war bayerischer Oberstleutnant.
Ein am 7. Dezember 1911 gegründeter Familienverband wurde am 14. Februar 1912 in das Vereinsregister des Amtsgerichts Schrobenhausen unter der Nummer 6 eingetragen.

### Standeserhebungen
Marquard Pfettner auf Landsberg und Niederarnbach, kurfürstlich bayerischer Kämmerer, Hofkammerratsdirektor und Pfleger zu Kling, wurde am 4. April 1668 zu Neustadt als Edler Frei- und Panierherr von Pfettner, Herr zu Niederarnbach und der Anrede Wohlgeboren in den Reichsfreiherrenstand erhoben. Damit verbunden war eine Wappenvereinigung mit denen der Tauffkirchen von Hohenrain und der Lanzenberg zum Weeg. Eine kurfürstlich bayerische Ausschreibung als Pfetten Freiherr von Niederarnbach erhielt er am 12. Dezember 1668.
Bei der Freiherrenklasse der Adelsmatrikel im Königreich Bayern wurde Joseph Freiherr von Pfetten-Arnbach auf Niederarnbach, bayerischer Kämmerer, zusammen mit seinen Geschwistern sowie Marquard Freiherr von Pfetten auf Warth, bayerischer Kämmerer, mit seinen Brüdern am 8. Januar 1814 eingetragen.
Eine bayerische Namens- und Wappenvereinigung mit denen der erloschenen Freiherren von Füll als Freiherren von Pfetten-Füll erfolgte für Joseph Freiherr von Pfetten und den jeweiligen Besitzern von Windach und Grunertshofen am 22. Juni 1826 durch Allerhöchsten Erlass.

## Wappen

### Stammwappen
Das Stammwappen zeigt in Silber einen schwarzen Balken, darauf ein rechtsschreitender schwarzer Panther. Auf dem gekrönten Helm mit schwarz-silbernen Decken ein sitzender vorwärtssehender schwarzer Panther zwischen zwei silbernen Büffelhörnern die je mit einem schwarzen Balken belegt sind.
Der schwarze Balken, vielleicht eine Pfette – ein Querbalken aus einer Dachstuhlkonstruktion – könnte redend auf den Familiennamen deuten.

### Freiherrliche Wappen

#### 1668
Das Wappen der Herren von Pfettner, Freiherren von und zu Niederarnbach, verliehen 1668, ist geviert und mit einem Mittelschild, dem Stammwappen, belegt. 1 und 4 in Schwarz ein halber goldener Löwe, der sich ein Schwert in den Rachen stößt (Wappen der Taufkirchen von Hohenrain). 2 dreimal quergeteilt, der erste und dritte Platz blau, der zweite von Silber und Rot und der vierte von Rot und Silber gespalten. 3 dreimal geteilt, der erste Platz von Silber und Rot gespalten, der zweite und vierte Platz blau, der dritte Platz von Rot und Silber gespalten (Wappen der Lanzenberg zum Weeg). Das Wappen hat drei Helme, auf dem rechten mit schwarz-goldenen Decken, ein wachsender Löwe mit einem durch den Rachen gestoßenem Schwert (Helm der Taufkirchen von Hohenrain), in der Mitte der Stammhelm, auf dem linken Helm mit rot-silbernen Helmdecken ein einwärtssehendes silbernes Einhorn (Helm der Lanzenberg zum Weeg).

#### 1826
Das Wappen der Freiherren von Pfetten-Füll, verliehen 1826, ist geviert und belegt mit einem roten Mittelschild, darin auf silbernen Boden ein aufgerichtetes Ross (Wappen der Freiherren von Füll). 1 in Blau ein silberner Schrägstrom (Windach), 2 wie 1668 Wappen der Lanzenberg zum Weeg, 3 wie 1 und 4 von 1668 (Wappen Taufkirchen von Hohenrain), 4 in Rot eine schräggestellte silberne Streitaxt (Kammerberg). Das Wappen hat drei Helme, auf dem rechten mit rechts schwarz-goldenen und links rot-silbernen Decken der halbe Löwe (Helm der Taufkirchen von Hohenrain), auf dem mittleren mit rechts rot-silbernen und links blau-silbernen Decken das Ross zwischen zwei an den Mündungen mit je drei (rot-silbern-roten) Straußenfedern besteckten roten Büffelhörnern (Helm der Freiherren von Füll). Auf dem linken Helm mit rechts blau-silbernen und links rot-silbernen Helmdecken ein sitzender vorwärtssehender schwarzer Panther (Stammhelm der Pfetten).

### Wappengeschichte
Das freiherrliche Wappen von 1668 beschreibt Martin Carl Wilhelm von Wölckern in seiner Beschreibungen aller Wappen der fürstlichen, gräflichen, freiherrlichen und adelichen jeztlebenden Familien im Königreich Baiern. (1821–1829) wie folgt: „das 2. und 3. ist blau und hat das 2. einen von Silber und Roth der Länge nach getheilten Querbalken und dann einen von Roth und Silber der Länge nach getheilten Querbalken und dann einen von Roth und Silber der Länge nach getheilten Fuss; das 3. Feld aber ein von Silber und Roth der Länge nach getheiltes Haupt und einen von Roth und Silber der Länge nach getheilten Querbalken.“ Otto Titan von Hefner erwähnt bei Die Wappen des bayerischen Adels. (1856) in Feld 1 und 4 einen halben Löwen und keinen aufwachsenden. Das 2. Feld ist von Blau und Silber dreimal geteilt, der obere Platz hat eine rechte, der untere eine linke rothe Hälfte. Das 3. Feld wie das 2. doch gestürzt. Bei Konrad Tyroff Wappenbuch des gesammten Adels des Königreichs Bayern. (1818–1852) erscheint eine in den Farben falsche Zeichnung; alles, was im Wappen schwarz sein soll, ist blau tingiert. Der Löwe im 1. und 4. Feld sowie auf dem Helm ist silbern. Außerdem sind die Farben in Feld 2 und 3 gewechselt und das Wappentier im Mittelschild und auf dem mittleren Helm ist ein Tiger. Im Schild gefleckt und oben auf dem Helm ohne Flecken. Alle Helme haben blau-silberne Helmdecken und sind mit fünfperligen Kronen gekrönt.
Zum freiherrlichen Wappen von 1826 schreibt Hefner in Die Wappen des bayerischen Adels. (1856) das Pferd (Füllen) im Mittelschild springt auf einem silbernen Dreiberg auf und die Helmdecken sind rechts schwarz-golden und links blau-silbern. Er erwähnt, dass bei der Vereinigung des Pfettenschen Wappens mit den durch Erbschaft angefallenen Füllschen Wappen nicht streng nach den Grundsätzen der Heraldik verfahren wurde. Kneschke ergänzt dazu in Die Wappen der deutschen freiherrlichen und adeligen Familien. (1857), dass der Schild des Stammwappens der Pfetten völlig fehlt sowie der halbe Helmschmuck. Der Mittelschild und die Plätze 1 und 4 sind dem Füllschen Wappen eingeräumt und die bei der Erhebung der Pfetten in den Freiherrenstand 1668 hinzugekommenen Wappenschilder der Taufkirchen von Hohenrain und der Lanzenberg zum Weeg erscheinen im Feld 2 und 3. Von letzteren Schild fehlt die Helmzier.

### Orts- und Gemeindewappen
Elemente und Farben aus dem Wappen der Familie Pfetten erscheinen noch heute in einigen bayerischen Orts- und Gemeindewappen.

Wappen der Gemeinde Brunnen
Wappen der Gemeinde Pürgen

## Bekannte Familienmitglieder
- Berthold von Pfetten-Arnbach (1934–2023), deutscher Diplomat
- Dietrich von Gumppenberg, geboren als Freiherr von Pfetten-Arnbach (1941–2021), Unternehmer und Politiker
- Jean Christophe Iseux von Pfetten (* 1967), französisch-britischer Diplomat[9]
- Max von Pfetten (1861–1929), Gutsbesitzer und Mitglied des Reichstages
- Sigmund von Pfetten-Arnbach (1847–1931), Gutsbesitzer, Jurist und Mitglied des Reichstages
- Stefanie von Pfetten (* 1973), kanadische Schauspielerin
- Theodor von Pfetten-Arnbach (1852–1922), bayerischer Generalleutnant